# Tentacoli di paura
Tentacoli di paura è un film del 2007 diretto da Gary Yates.